# Vix pervenit

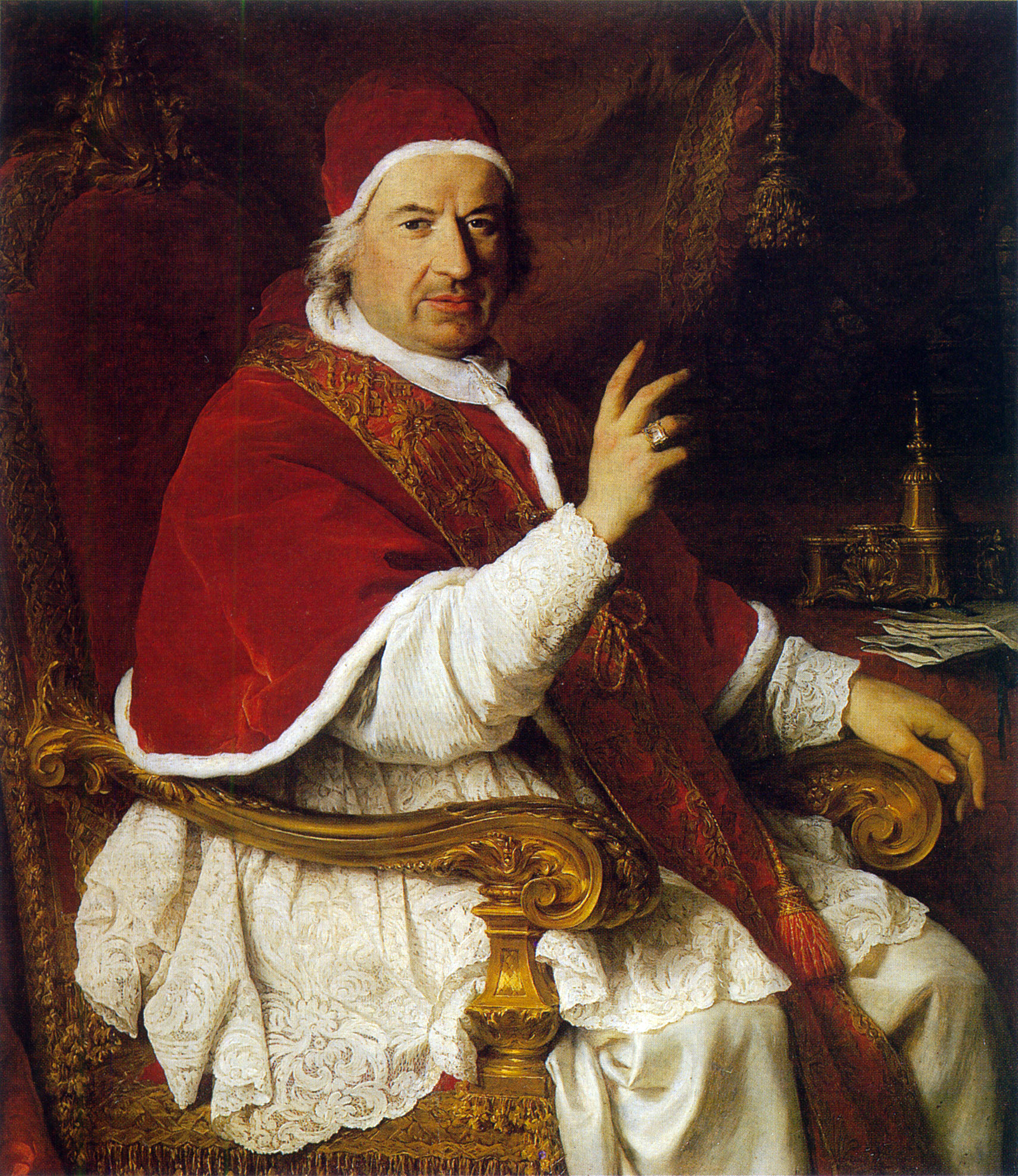
Papa Benedicto XIV promulgó Vix pervenit en 1745.

Vix pervenit: Sobre la usura y otros beneficios deshonestos es una encíclica, promulgada por el papa Obispo de Roma Benedicto XIV el 1 de noviembre de 1745, el cual condenó la práctica de cobrar interés en préstamos como usura. La encíclica estuvo dirigida a los Obispos de Italia, es generalmente considerado no ex cátedra. La Congregación para la Doctrina de la Fe de la Santa Sede aplicó la encíclica a la totalidad de la Iglesia católica el 29 de julio de 1836, durante el reinado del obispo de Roma Gregorio XVI.
La encíclica codifica las enseñanzas de la Iglesia que datan de los concilios ecuménicos, a la vez cuándo filosofía escolástica (la cual no consideraba el dinero como entrada productiva) cada vez más venía a conflicto con capitalismo. El obispo de Roma Francisco, en su catequesis del Miércoles de Ceniza en el 2016, refiriéndose a la usura y tomando Levítico 25, 36 dijo: "Esta enseñanza es siempre actual. ¡Cuántas situaciones de usura estamos obligados a ver y cuánto sufrimiento y angustia llevan a las familias! Es un grave pecado que grita en la presencia de Dios!"

## Contexto histórico
El tema sobre el pago de interés en la teología empezó con el Primer Consejo de Nicaea (325), el cual prohibió al clero comprometerse en la usura. Más tarde los concilios ecuménicos aplicaron este control al laicado.
Lateran III decretó que personas quién aceptó el interés en préstamos podría recibir tampoco los sacramentos ni entierro cristiano. El Obispo de Roma Clemente V se manifestó contra la usura en 1311, y abolió toda legislación secular referida a esto. El obispo de Roma Sixtus V condenó la práctica de cobrar interés como "detestable a Dios y hombre, malditos por los cánones sagrados y contrariamente a caridad cristiana." El historiador teológico John Noonan argumenta que "la doctrina [de usura] era enunciada por los sucesores del apóstol san Pedro y expresados por tres concilios ecuménicos, proclamados por obispos, y enseñado unánimemente por teólogos."

## La encíclica

### Título
Es práctica habitual en las encíclicas, el título de la esta comienza con las primeras palabras del texto. Estas significan "difícilmente ha logrado[...]". La frase de apertura refiere a un debate, aguantado en Italia en el tiempo, sobre la validez de contratos de préstamo que aguantan interés, el cual había llegado a oídos del sucesor del apóstol Pedro

### Doctrina
La encíclica rehúsa el interés. Si alguien piensa así, se opone no sólo el juicio de la Iglesia católica contra la usura, sino que también al sentido humano común y razón natural."

### Interés extrínseco
La encíclica, sin embargo, permitió el interés extrínseco para ser cobrado, declarando que "surgen razones legítimas para reclamar algo encima y por encima de la cantidad prevista en el contrato" siempre que aquellas razones son no sean en absoluto intrínsecas al contrato." La Santa Sede más tarde expandiría a estas justificaciones extrínsecas para interés en 1780 y 1784 para incluir "compensación" para el riesgo y retrasos de reembolso. La encíclica no prohibió el beneficio por la inversión de no crediticia.
El sucesor del apóstol Pedro, León XIII en la encíclica Rerum novarum (1891) lamenta que la usura es "todavía practicada por codiciosos y hombres avaros" y Pius XI en la encíclica Quadragesimo anno (1931) trata generalmente con violencia económica. Por el siglo XIX, el debate encima dejando dentro de la Iglesia católica desapareció, cuando la provisión de crédito había devenido vista como asunto de economía política más que uno teológico.